# オムパレー

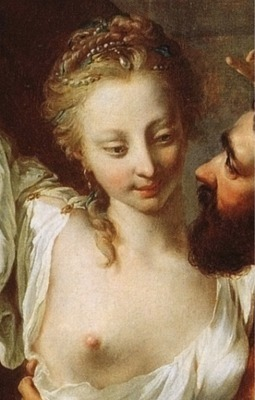
『ヘーラクレースとオムパレー』（部分）、ヨハン・ハインリヒ・ティシュバイン 画、1754年

オムパレー（古希: Ὀμφάλη, Omphalē）はギリシア神話に登場するリューディアの女王。オンパレーまたはオンファール、長母音を省略してオムパレ、オンパレ、オンファレなどの表記もある。
アポロドーロスによれば、オムパレーはイアルダノス（イアルダネースとも）の娘で、リューディア王トモーロスの妃となり、トモーロスの死後王位を継いだ。神託によって奴隷となったヘーラクレースを、オムパレーが買い取って仕えさせた。以下の神話もアポロドーロスに基づく。

## 神話
ヘーラクレースは、ヘーラーに吹き込まれた狂気のためエウリュトスの子イーピトスを殺し、病気に悩まされるようになった。ヘーラクレースはデルポイに赴いて神託を受けようとした が、ピュートー（デルポイの古名）の巫女は神託を与えようとしなかった。憤慨したヘーラクレースは神殿を掠奪し、三脚台を持ち去って自身の神託所を建てようとした。これを阻止しようとしたアポローンとヘーラクレースの争いとなり、ゼウスが二人の間に雷霆を投じて分けさせた。この結果、ヘーラクレースは「奴隷として身を売られ、3年間 奉公した後にエウリュトスに殺人の代価を払え」という神託を受けた。ヘルメースがヘーラクレースを売り、これを買ったのがオムパレーである。
オムパレーに仕えている間、ヘーラクレースはエペソスの近くにいた二人のケルコープス を生け捕りにした。また、アウリスで、通りかかる他国人を捕らえてはブドウ畑を耕させていたシュレウスを殺し、娘のクセノドケーとともにブドウの木を焼いた。さらにドリケー島に立ち寄ったとき、イーカロスの死骸が海岸に打ち上げられているのを見てこれを葬り、島をイーカリアーと呼んだ。イーカロスの父ダイダロスは感謝してヘーラクレースの像を建てたが、ヘーラクレースは夜にこの像を見て生きていると思い込んで石を投げつけた。
こうしてヘーラクレースがオムパレーに仕えている間に、アルゴナウタイの探索やカリュドーンの猪狩りが行われた。また、この間テーセウスがトロイゼーンよりアテーナイに向い、その途上でならず者たちを退治したとされる。

### 後代の物語

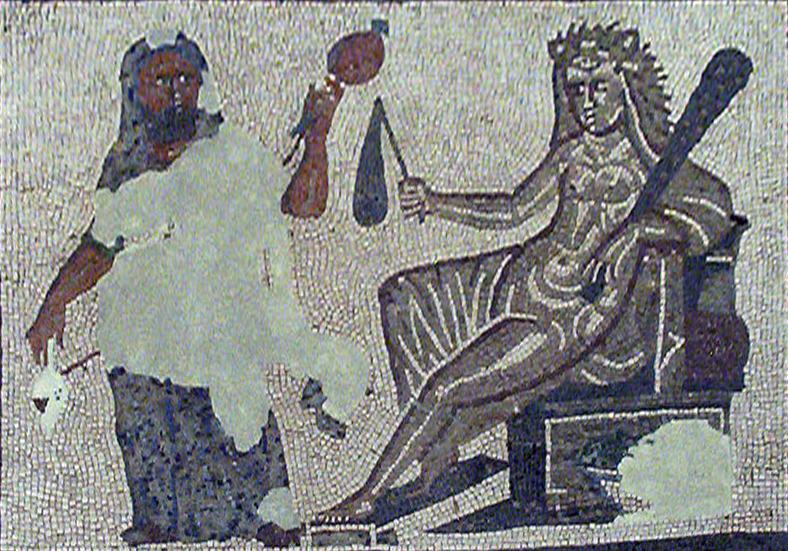
ローマ時代のモザイクに描かれたヘーラクレースとオムパレー。ヘーラクレースの獅子の皮と棍棒をオムパレーが身に付け、ヘーラクレースは女装のうえ糸巻きの道具を持たされている。スペイン:en:Llíria 、3世紀

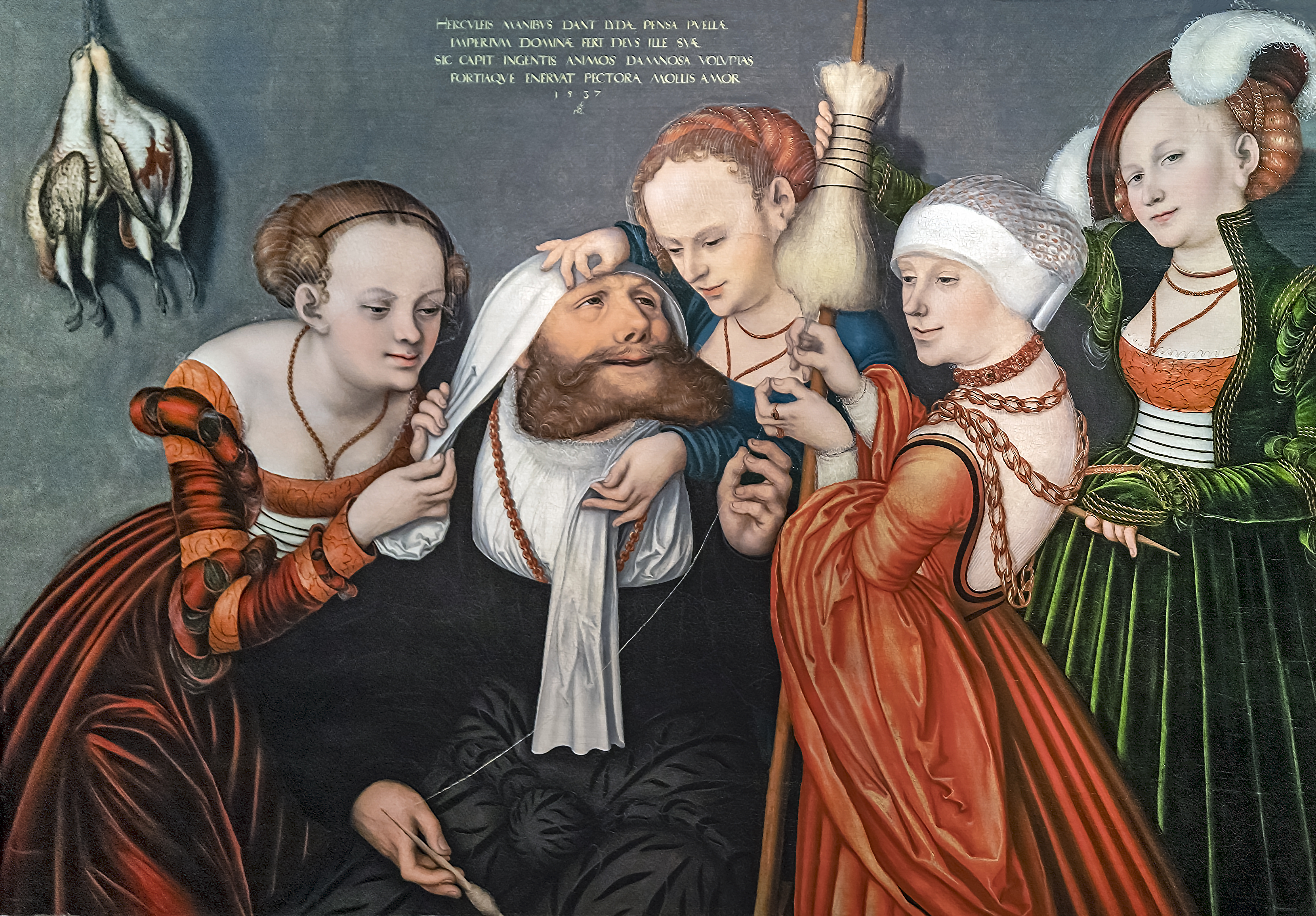
ルーカス・クラナッハ (父) 『ヘーラクレースとオムパレー』 (1537年)、バンベール財団、トゥールーズ

ヘーラクレースがオムパレーに仕えたとき、二人は互いの衣装を取り替えたとされる。この衣装取り替えについては、ローマ期以降脚色を受けて物語化され、絵画の題材としても好んで採り上げられるようになった。以下は、B.エヴスリン『ギリシア神話小事典』の記述の概略である。
オムパレーは専横な主人で、ヘーラクレースは女装のうえ、糸紡ぎの仕事をさせられた。オムパレーがヘーラクレースの獅子の皮を身にまとい、棍棒を持ったところ、棍棒の重さによろめいた。ある日、オムパレーは森から奇襲を受け、牛をさらわれ、部下が殺された。ヘーラクレースが獅子の皮をまとって棍棒を持って森に入り、敵を掃討したので、オムパレーはヘーラクレースを夫とし、3人の子を産んだ。

### 解釈

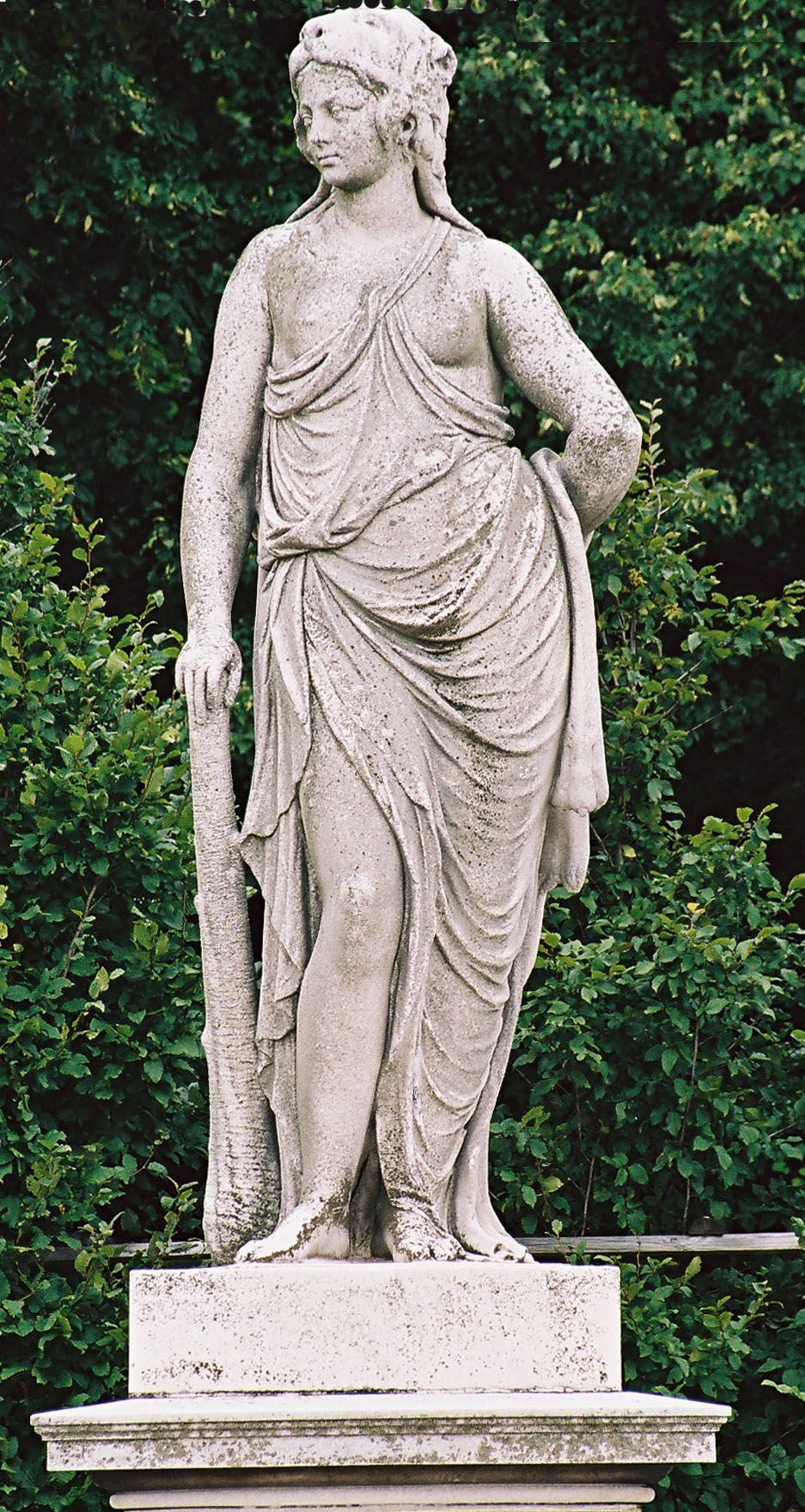
ウィーン・シェーンブルン宮殿のオムパレー像。頭部に獅子の皮、右手に棍棒がある。

ハンガリーの神話学者カール・ケレーニイによると、オムパレーは女奴隷であったという説もある。リューディアでは娘たちが結婚の持参金を貯めるために遊女の生活を選ぶ風習があり、奴隷の呼び名は必ずしも否定的でなく、自主独立の意味があるという。
また、オムパレーとはギリシア語オムパロス（へその意）の女性形である。その父イアルダネースはリューディアの河の名前である。前夫トモーロスは山の神の名前で、タンタロスの父ともされる。オムパロスは大地の中心を意味し、要石として崇拝の対象とされ、大地信仰あるいは女神信仰とも結びついている。
ケレーニイは、「（ヘーラクレースは）おそらくこの美貌の女王のためにアルゴナウタイから離れたものらしい」とも述べている。リューディア王の紋章である打違斧 は、ヘーラクレースがオムパレーに贈ったものとされた。
イギリスの詩人ロバート・グレーヴスは、オムパレーはデルポイのオムパロスを守るピュートーの巫女だとしている。巫女がヘーラクレースの罪の償いを査定し、その代償が支払われるまで彼を神殿の奴隷としたことと、リューディアの女王の名がオムパレーであったことが組み合わされて伝承となった。
さらにグレーヴスは、ヘーラクレースとオムパレーの衣装取り替えについて、聖王権が女家長制から家父長制へと移り変わる初期の段階を示しているとする。つまり、女王の配偶者が女王の衣装を身にまとっている場合に限って、女王の代理を務める権限が認められたというものである。

## オムパレーの子たち
アゲラーオス
アポロドーロスは、オムパレーとヘーラクレースの子としてアゲラーオスを挙げる。後のリューディア王クロイソスの一族はアゲラーオスの末裔である。ほかにも以下の息子が挙げられている。
テオクリュメノス
前夫トモーロスとの子。
ラモス
ヘーラクレースとの子。以下同じ。ラモスはアゲラーオスの別名とも。
ラーオメドーン
テュルレーノスまたはテュルセーノス
トランペットを発明したとされる。後にリューディアからエトルリアへの移民の際に指揮を執り、彼らはテュレーニア人（ティレニア海の語源）と呼ばれるようになった。

## 芸術作品の題材
絵画、音楽など「ヘーラクレースとオムパレー」を扱ったものがローマ期以降好んで採り上げられている。彼女を示すアトリビュートはタンバリンである。

### 絵画

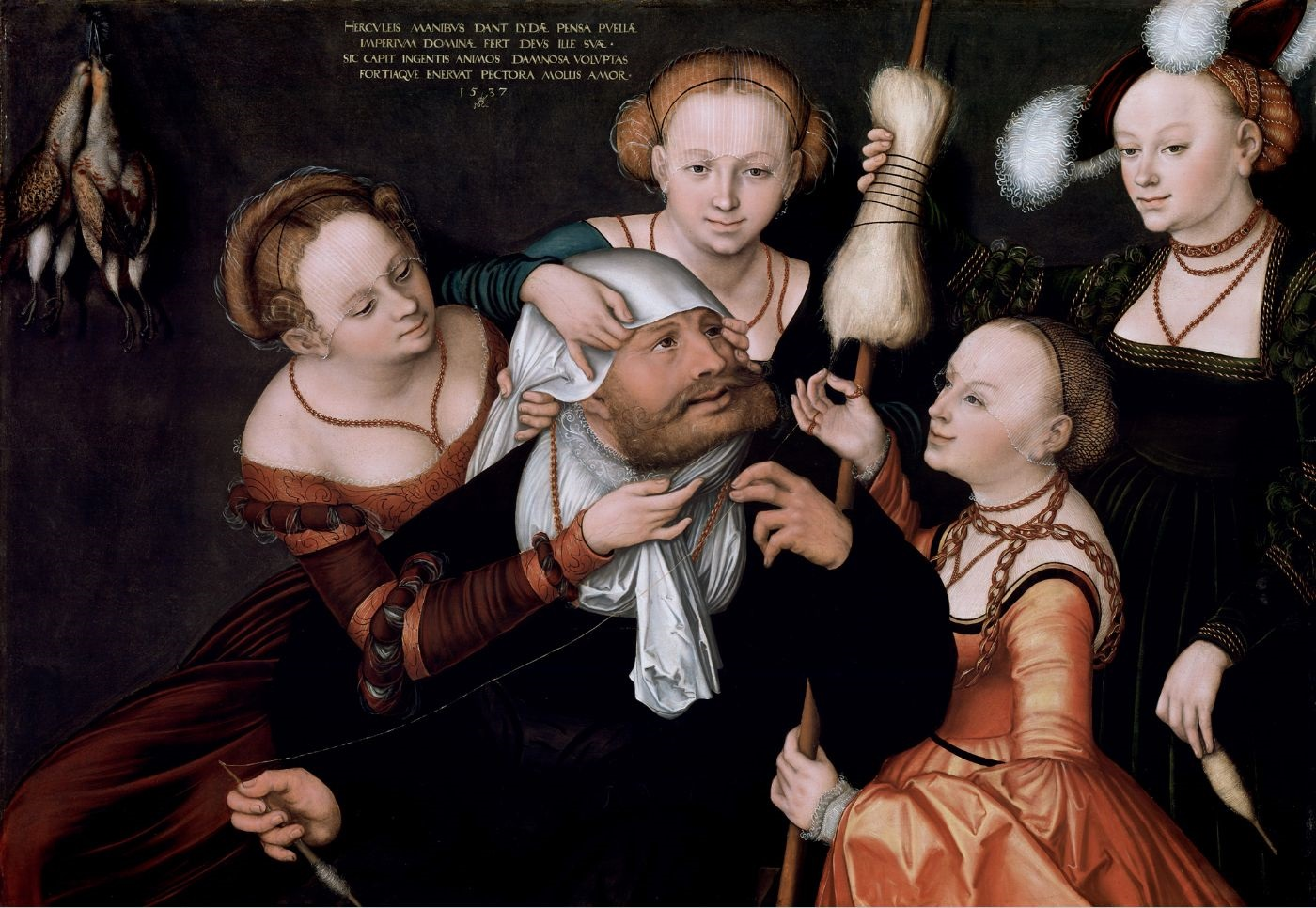
『ヘーラクレースとオムパレー』　ルーカス・クラナッハ（父）(Lucas Cranach the Elder）画、1537年（ブラウンシュヴァイク、アントン・ウルリッヒ公爵美術館

ルーカス・クラナッハ（父、1472 - 1553）
『ヘーラクレースとオムパレー』（1537年、ブラウンシュヴァイク、アントン・ウルリッヒ公爵美術館）
フランソワ・ルモワーヌ(1688 - 1737)
『ヘラクレスとオンファレ』（1724年、ルーヴル美術館）
ヨハン・ハインリヒ・ティシュバイン(1722 - 1789)
『ヘーラクレースとオムパレー』（1754年）

### 彫刻
ジャン＝レオン・ジェローム(1824 - 1904)
『オンファール』（1887年）

### 音楽
フェルナンド・ソル(1778 - 1839)
バレエ音楽『ヘラクレスとオムパレー』（Hércules y Onfalia, 1826年）
カミーユ・サン＝サーンス(1835 - 1921)
交響詩『オンファールの糸車』（Le rouet d'Omphale）作品31（1871年）

### 文学
テオフィル・ゴーティエ(1811 - 1872)
『オムパレー』　『ゴーチエ幻想作品集』（創土社）に収録された短編小説

## 参考図書
- アポロドーロス『ギリシア神話』（高津春繁訳、岩波文庫）
- ヒュギーヌス『ギリシャ神話集』（松田治・青山照男訳、講談社学術文庫）　(ISBN 4-06-159695-0)
- 『ギリシア悲劇II　ソポクレス』より『トラキスの女たち』（大竹敏雄訳、ちくま文庫）　(ISBN 4-480-02012-8)
- カール・ケレーニイ『ギリシアの神話』（「神々の時代」・「英雄の時代」、高橋英夫訳、中央公論社）
- ロバート・グレーヴス『ギリシア神話』（上・下、高杉一郎訳、紀伊國屋書店）
- B.エヴスリン『ギリシア神話小事典』（小林稔訳、現代教養文庫）　(ISBN 4-390-11000-4)